# Pákistán na Letních olympijských hrách 1968
Pákistán se účastnil Letní olympiády 1968 v Mexiku. Zastupovalo ho 15 mužů ve 2 sportech.

## Medailisté
| Medaile | Jméno | Sport         | Soutěž      |
| ------- | --- | ------------- | ----------- |
| Zlato   | Zakir Hussain Tanvir Dar Tariq Aziz Saeed Anwar Riaz Ahmed Gulrez Akhtar Khalid Hussain Mohammad Ashfaq Tariq Niazi Asad Malik Jehangir Butt Riaz Ud Din Abdul Rashid | Pozemní hokej | turnaj mužů |